# 8-OH-DPAT
8-OH-DPAT je istraživačka hemikalija iz aminotetralinske hemijske klase koja je razvijena tokom 1980-tih i široko korišćena u ispitivanju funkcije  receptora. On je bio jedan od prvih agonista)  receptora.
Originalno se verovalo da je selektivan za  receptor. Kasnije je utvrđeno da 8-OH-DPAT takođe deluje kao agonist 5- receptora i kao inhibitor serotoninskog preuzimanja/agens serotoninskog otpuštanja.